# Potentille des neiges
Potentilla nivalis
Espèce
Classification phylogénétique
La Potentille des neiges ou potentille laineuse (Potentilla nivalis) est une espèce de plantes à fleurs de la famille des Rosacées.

## Description
C'est une plante herbacée vivace. Les feuilles laineuses et les petites fleurs blanches à peine ouvertes permettent de distinguer cette espèce. La floraison a lieu de juin à aout.

## Distribution
Montagnes du Sud-Ouest de l'Europe. En France, on la trouve dans les Alpes et les Pyrénées.

## Habitat
Rochers, éboulis entre 1 500 et 2 700 mètres.